# セント・ヴィンセント子爵
セント・ヴィンセント子爵（英: Viscount St Vincent）は、イギリスの子爵、貴族、連合王国貴族爵位。フランス革命戦争を戦ったジョン・ジャーヴィス提督が1801年に叙されたことに始まる。なお、現在のジャーヴィス家に子爵位以外に保持する爵位はない。

## 歴史

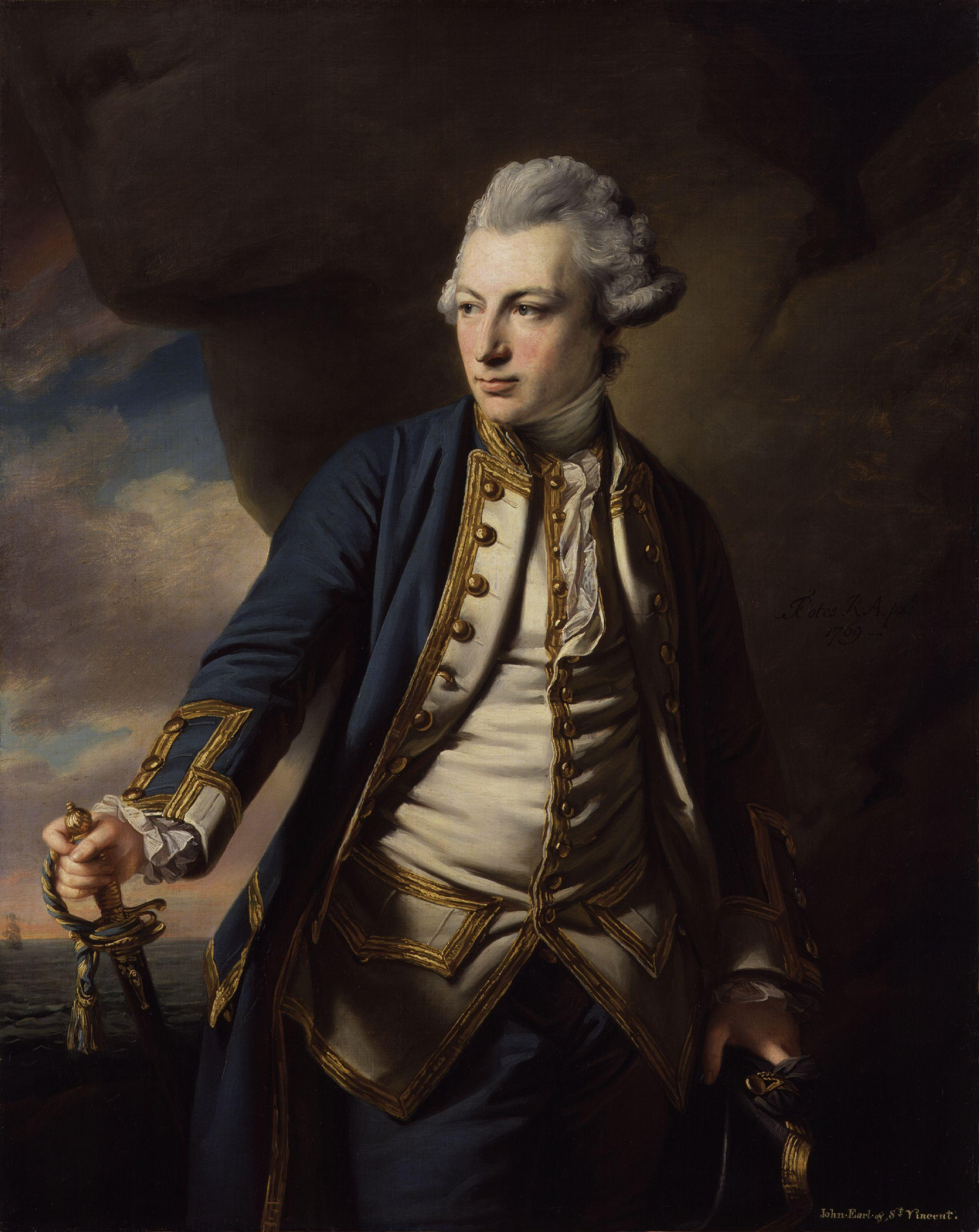
ジョン・ジャーヴィス提督を描いた肖像画。

その祖ジョン・ジャーヴィス(1735–1823)は、アメリカ独立戦争からナポレオン戦争にかけて活躍したイギリス海軍の提督である。1797年、ジャーヴィスはサン・ビセンテ岬沖海戦でスペイン艦隊を破って勝利を収めた。この功績から同年6月23日にグレートブリテン貴族のセント・ヴィンセント伯爵(Earl of St Vincent)及びスタフォード州ミーフォードのジャーヴィス男爵(Baron Jervis, of Meaford in the County of Stafford)に叙された。1801年には海軍大臣に就任するとともに、同年4月27日に連合王国貴族のスタフォード州ミーフォードのセント・ヴィンセント子爵(Viscount St Vincent, of Meaford in the County of Stafford)を授けられた。この子爵位には特別継承権が付されており、提督に男子がないときは二人の甥（ウィリアム・リケッツ及びエドワード・リケッツ）、姪の順で相続できた。1823年、提督が子のないまま死去すると、存命の甥エドワードが爵位を継いだ。これ以降は彼の男子による爵位継承が続いている。
この2代子爵エドワード(1767–1859)は1829年に勅許を得て、家名を『リケッツ』から『ジャーヴィス』に変更した。彼は長男に先立たれていたため、孫カーネギー（3代子爵、1825–1879）が継ぐこととなる。
その子の4代子爵エドワード(1850–1885)はマフディー戦争におけるアブクレアの戦いで重傷を負って死去したが、生涯未婚であったため弟カーネギー（5代子爵、1855–1908）が当主となる。しかし5代子爵にも子がおらず、更に弟のロナルドが継承した。
6代子爵の孫にあたる8代子爵エドワード(1951- )が子爵家現当主を務める。

## 一覧

### セント・ヴィンセント伯爵（1797年）
- 初代セント・ヴィンセント伯爵ジョン・ジャーヴィス (1735–1823)（1823年にセント・ヴィンセント伯爵位廃絶）

### セント・ヴィンセント子爵（1801年）
- 初代セント・ヴィンセント子爵ジョン・ジャーヴィス (1735–1823)
  - ウィリアム・ヘンリー・ジャーヴィス (1764–1805) - 初代子爵の甥
- 第2代セント・ヴィンセント子爵エドワード・ジャーヴィス・ジャーヴィス（英語版）(1767–1859) - 初代子爵の甥

- 第3代セント・ヴィンセント子爵カーネギー・ロバート・ジョン・ジャーヴィス (1825–1879)
- 第4代セント・ヴィンセント子爵エドワード・ジョン・ルーソン・ジャーヴィス (1850–1885)
- 第5代セント・ヴィンセント子爵カーネギー・パーカー・ジャーヴィス (1855–1908)
- 第6代セント・ヴィンセント子爵ロナルド・クラージズ・ジャーヴィス (1859–1940)
  - ジョン・シリル・カーネギー・ジャーヴィス閣下 (1898–1929)
- 第7代セント・ヴィンセント子爵ロナルド・ジョージ・ジェームズ・ジャーヴィス (1905–2006)
- 第8代セント・ヴィンセント子爵エドワード・ロバート・ジェームズ・ジャーヴィス (1951 - )

爵位の法定推定相続人は、現当主の息子ジェームズ・ジャーヴィス閣下（1982- ）。